# 銀菊露
銀菊露在一般涼茶舖都有賣，功用有解毒解暑、清熱明目，可以防止肝火眼痛，有保健預防的作用。銀菊露的材料通常是菊花、金銀花，還可加入蜂蜜等調味。